# Saint-Martin-Boulogne
Saint-Martin-Boulogne (Nederlands: Sint-Maarten bij Bonen) is een gemeente in het Franse departement Pas-de-Calais (regio Hauts-de-France). De plaats maakt deel uit van het arrondissement Boulogne-sur-Mer. Saint-Martin-Boulogne telde op 1 januari 2022 11.036 inwoners.

## Geschiedenis
Oude vermeldingen van de plaats gaan terug tot begin 13de eeuw als Saint Martin de Bouloigne in 1203 en Sanctus Martinus in 1209.
De plaats ontwikkelde zich ten oosten van de stad Boulogne, extra muros, met een kerk gewijd aan Sint-Martinus.
Op het eind van het ancien régime, toen op het eind van de 18de eeuw de gemeenten werden gecreëerd, werd Saint-Martin een gemeente. In de revolutionaire periode, toen men zich afzette tegen het ancien régime en men religieuze en feodale symbolen uit gemeentenamen weerde, kreeg de gemeente de namen Montagne-lès-Boulogne, La Montagne en Section de-la-Montagne, maar na de revolutionaire periode keerde men terug naar de naam Saint-Martin.
Op 31 december 1803 (9 nivôse XII) werden de gehuchten Beaurepaire, Bertinghen, Bréquerecque, Maquétra, Marlborough, Ostrohove en Warocquerie bij de Boulogne gevoegd. Bij een koninklijke verordening van 26 juni 1821 gingen de meeste van die gehuchten terug naar de gemeente Saint-Martin-Boulogne.

## Geografie
De oppervlakte van Saint-Martin-Boulogne bedroeg op 1 januari 2022 13,15 vierkante kilometer; de bevolkingsdichtheid was toen 839,2 inwoners per km².
De gemeente ligt ten oosten van de stad Boulogne-sur-Mer. De verstedelijking van Boulogne strekt zich uit over het westelijk gedeelte van het grondgebied van Saint-Martin-Boulogne. In dit westelijk deel bevindt zich het centrum van Saint-Martin, en gehuchten en wijken als Ostrohove, la Waroquerie, Maquétra en Marlborough.
Het oostelijke deel van de gemeente is landelijker, met onder meer de gehuchten Mont Lambert, Watine en Bad'Huit, maar dit gebied wordt ook doorsneden door de autosnelweg A16 en hier bevindt zich de industriezone Inquétrie.

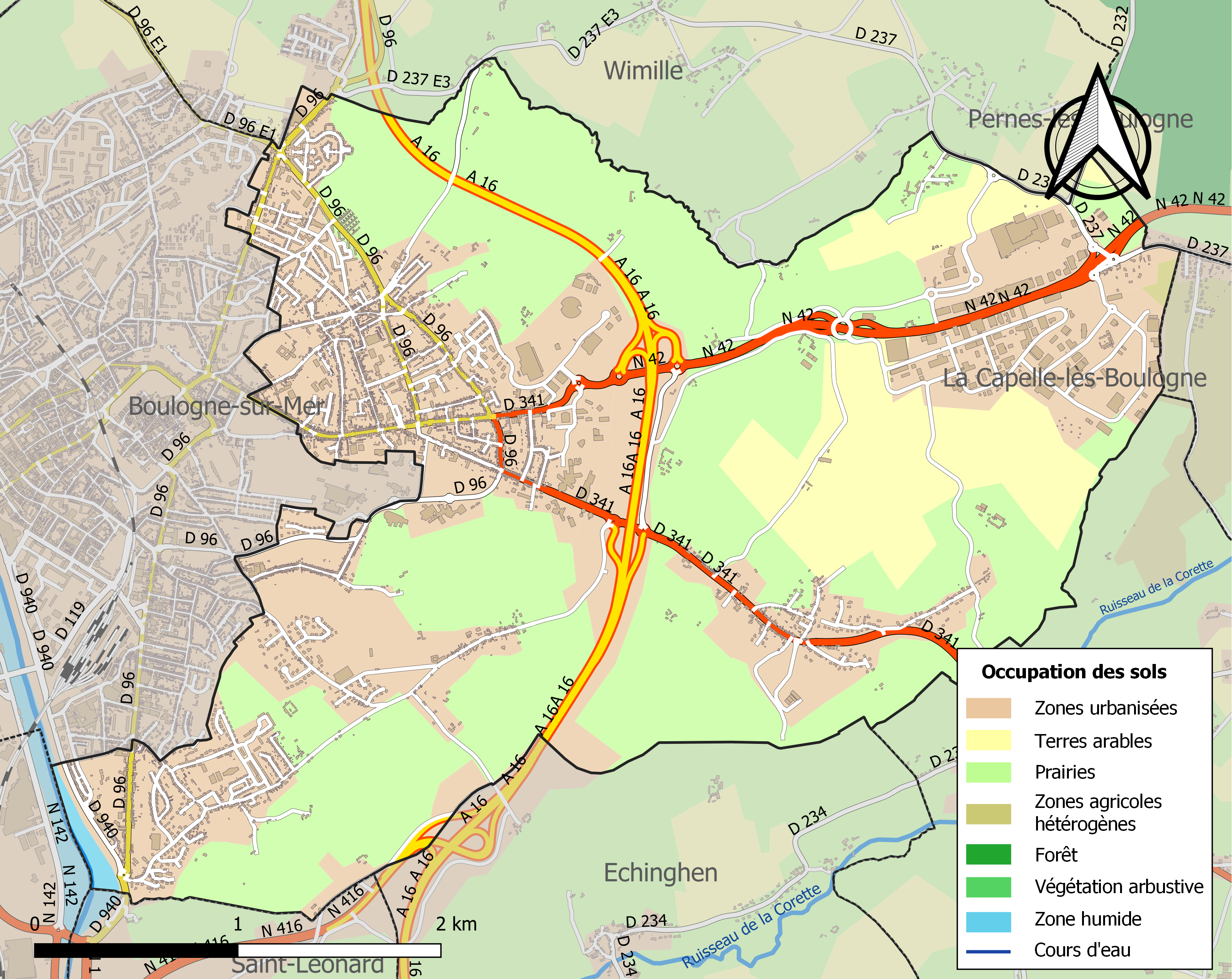
Kaart van de gemeente met belangrijkste infrastructuur, bodemgebruik en omliggende gemeenten

## Demografie
Onderstaande figuur toont het verloop van het inwonertal (bron: INSEE-tellingen).

## Bezienswaardigheden
- De Église Saint-Martin
- Op ongeveer 800 m ten noordwesten van het centrum van de gemeente ligt de Britse militaire begraafplaats Meerut Military Cemetery met gesneuvelden uit de Eerste Wereldoorlog. Op de gemeentelijke begraafplaats liggen 22 gesneuvelde Britse militairen uit de Tweede Wereldoorlog.